# AC Propulsion

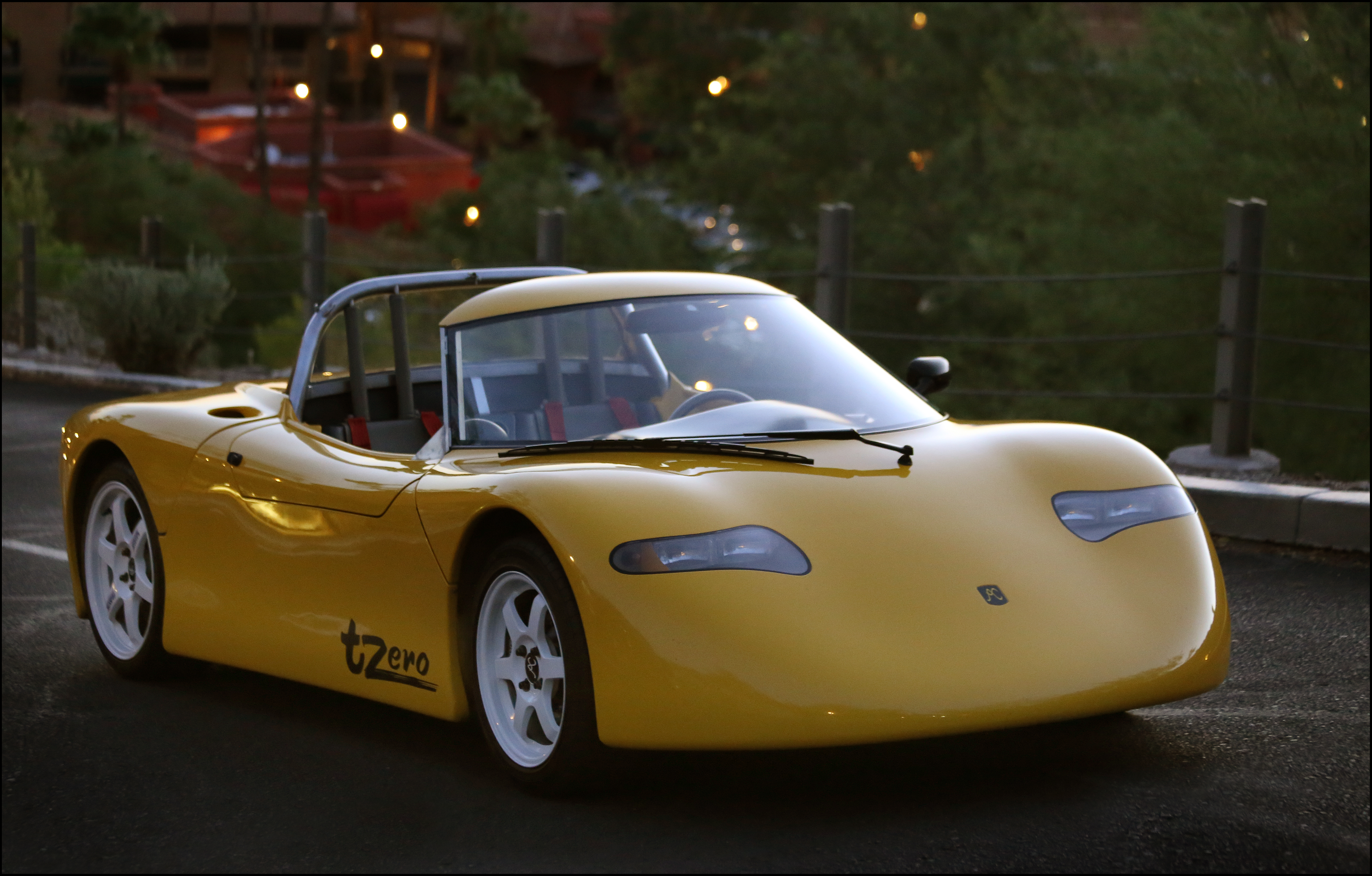
AC Propulsion tzero

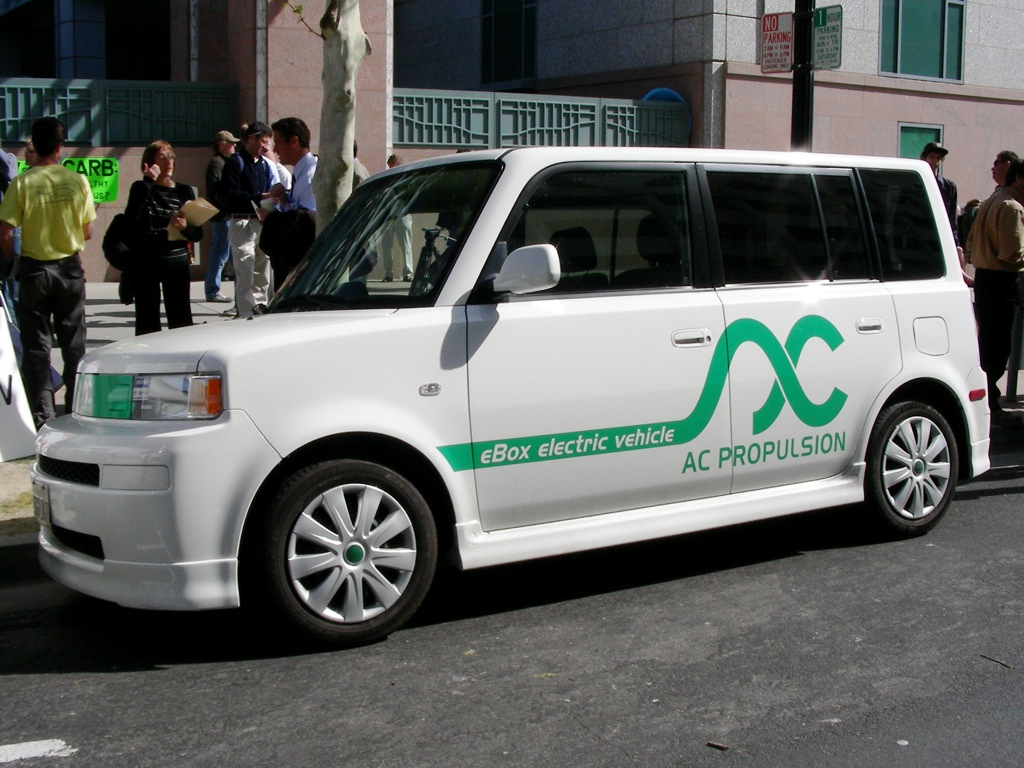
AC Propulsion eBox

AC Propulsion, Inc. – amerykański producent elektrycznych samochodów osobowych i układów napędowych z siedzibą w San Dimas działający od 1992 roku.

## Historia
W 1992 roku trójka inżynierów z miasteczka San Dimas na przedmieściach amerykańskiego Los Angeles założyła przedsiębiorstwo AC Propulsion, za cel obierając rozwój układów napędowych do pojazdów elektrycznych. Pierwszym produktem firmy był ukończony w 1994 roku wysokowydajnościowy układ napędowy o kodzie AC-150 tworzony przez silnik elektryczny o mocy 200 KM, obsługujący ładowanie akumulatora o mocy do 18 kW. Pierwszym samochodem, w którym wykorzystano podzespoły techniczne konstrukcji AC Propulsion, był pionierski samochód elektryczny General Motors EV1 z 1997 roku.
Podczas wystawy samochodowej LA Auto Show jesienią 1997 roku AC Propulsion przedstawiło swój pierwszy autorski projekt samochodu w postaci dwumiejscowego, w pełni elektrycznego roadstera tZero. Początkowo wyposażony w akumulator kwasowo-ołowiowy, w 2003 roku zastąpiono go wydajniejszym, litowo-jonowym. W 2006 roku AC Propulsion przedstawiło swój drugi model samochodu, tym razem będący konwersją spalinowego Sciona xB na samochód elektryczny nazwany eBox.

### Współprace
Na przełomie pierwszej i drugiej dekady XXI wieku AC Propulsion nawiązało liczne współprace z innymi producemtami samochodów, dostarczając swój autorski układ napędowy AC-150 do firm poczyniających pierwsze eksperymenty z samochodami elektrycznymi. W 2005 roku    firma dostarczyła napęd do monakijskiego samochodu sportowego Venturi Fétish, w 2006 roku do elektrycznego kitcara Wrightspeed X1, za to w 2008 roku do pierwszego elektrycznego Mini E. W 2011 roku AC Propulsion dostarczyło z kolei swój napęd do elektrycznej odmiany chińskiego kombivana Foton Midi.
Model tZero miał też istotny wpływ na kształtowanie się amerykańskiego startupu Tesla Motors. Ispiracją dla powstania pierwszego modelu firmy, Tesli Roadster, była jazda testowa tZero przez współzałożycieli, Martina Eberharda i Marca Tarpenninga.

## Modele samochodów

### Historyczne
- tZero (1997–2003)
- eBox (2006–2007)